# Форино (Италия)
Форино (на италиански: Forino) е град и община в Южна Италия, провинция Авелино, Кампания.
Населението му е 5396 към 2010 г.

## География
Форино е разположен на 11 km на югозапад от провинциалния център град Авелино. Има три квартала. Техните имена са Кастело, Челци и Петруро.

## История
На 8 май 663 г. градът става сцена на битка между византийската армия на Констант II и херцог Ромуалд I.